# Susanna Centlivre

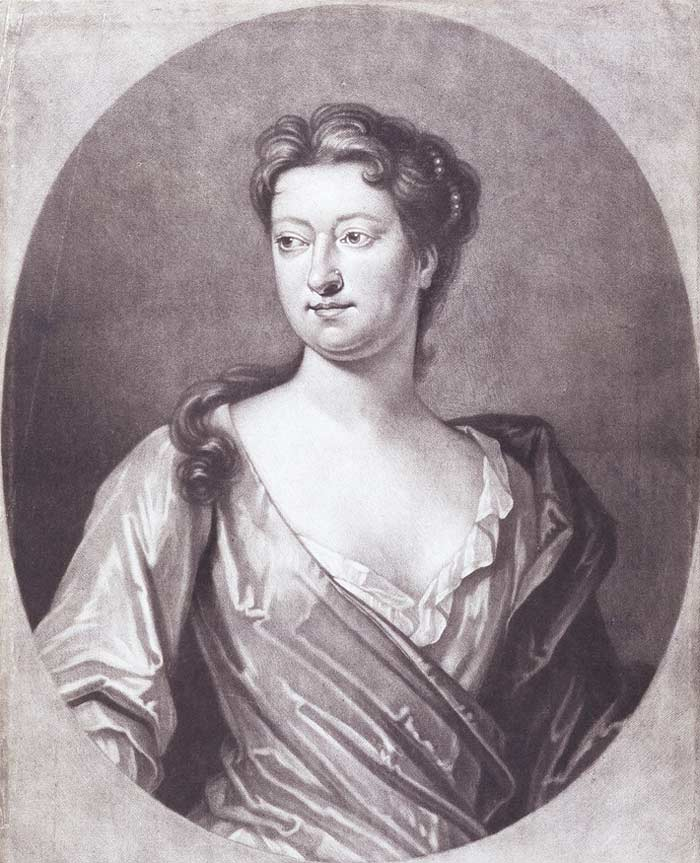
Susanna Centlivre

Susanna Centlivre (waarschijnlijk Whaplode, november 1669 — Londen, 1 december 1723), geboren als Susanna Freeman, was een Engels toneelschrijfster en actrice. Zij gold als een der voornaamste Engelse auteurs van komedies uit de vroege 18de eeuw; haar stukken bleven populair tot de late 19de eeuw, maar zijn sindsdien grotendeels in de vergetelheid geraakt. Haar naam werd ook wel als Cent Livre gespeld.

## Levensloop
Over het persoonlijke leven van Susanna Centlivre is weinig met zekerheid bekend, al circuleerden er reeds tijdens haar leven moeilijk te staven verhalen over haar achtergrond. Er bestaat een vermelding van Susanna Freeman, dochter van William Freeman en Anne (vermoedelijk Anne Marham uit King's Lynn), in het doopceel van Whaplode, een dorpje in Lincolnshire, gedateerd op 20 november 1669. William Freeman zou een heer uit Holbeach geweest zijn. Volgens criticus John Mottley, die in 1747 over haar schreef, zou haar moeder jong gestorven zijn en zou haar stiefmoeder, die daarop met haar vader gehuwd was, haar slecht behandeld hebben, waarop ze besloot naar Londen te trekken. Criticus Giles Jacob beweerde daarentegen in 1719 (toen Centlivre nog leefde) dat haar vader overleden was toen zij slechts drie jaar oud was.
Susanna Freeman lijkt driemaal gehuwd te zijn geweest. Volgens Jacob trouwde ze op haar veertiende met een neef van Sir Stephen Fox, die reeds na een jaar in een duel overleed. Nadien hertrouwde ze met een legerofficier genaamd Carrol, die na anderhalf jaar stierf. Tot slot huwde ze met Joseph Centlivre, wiens officiële functie Yeoman of the Mouth was, dat wil zeggen kok voor Koning George I van Groot-Brittannië.
Uit Centlivres stukken blijkt een zekere eruditie en vertrouwdheid met de toenmalige gebruiken van de aristocratie en de middenklasse. Richard Cumberland schreef anno 1817 een beknopte biografie waarin hij opmerkte dat Centlivre in elk geval Frans, Nederlands en Spaans beheerste. Ze kende klaarblijkelijk ook het jargon van de stockjobbers oftewel beursspeculanten, een milieu waarin vrouwen normaliter niet verkeerden. Ze zou een kortstondige universitaire opleiding hebben genoten: Mottley oppert dat ze door Anthony Hammond in jongenskleren de Universiteit van Cambridge zou zijn binnengesmokkeld, nadat hij haar langs de weg had aangetroffen. Vermomd als Jack zou ze meerdere maanden in diens studentenresidentie verbleven hebben. Uiteindelijk, toen de situatie dreigde uit te lekken, zou hij haar geld gegeven hebben en op pad naar Londen gestuurd om haar geluk te beproeven. In hoeverre dit verhaal geloofwaardig is, valt niet te achterhalen.
Vanaf 1700 werd Centlivre in het Londense theater actief; bijwijlen acteerde ze ook in haar eigen stukken. Haar eerste grote succes, The Gamester, dateert van 1705. Ze bleek talent voor komedie te hebben; haar twee tragische toneelstukken kenden geen succes. In 1706 heeft ze, althans volgens Mottley, in mannenkleren de rol van Alexander de Grote gespeeld voor het koninklijke hof in Windsor Castle, en op die wijze zou ze haar echtgenoot Joseph Centlivre ontmoet hebben. Haar populairste toneelstukken waren The Busy Body, The Wonder! en A Bold Stroke for a Wife. Centlivre publiceerde haar eerste twee stukken onder haar eigen naam, maar de daaropvolgende vijf onder een mannelijk pseudoniem, ter voorkoming van vooroordelen. In het voorwoord van The Platonic Lady houdt ze een vurig pleidooi voor schrijvende vrouwen.
Susanna Centlivre sympathiseerde sterk met de Whig Party. Haar stukken zijn veelal politiek geïnspireerd; ze drijven de spot met de adel en pleiten voor persoonlijke ontplooiing en burgerlijke vrijheden, waarbij handelaars en het leger, als vertegenwoordigers van de middenklasse, in een positief daglicht worden gesteld.
Zij overleed in 1723 en werd in de Sint-Pauluskerk van Covent Garden begraven.

## Receptie door de literatuurkritiek
Het werk van Susanna Centlivre werd in de 18de en 19de eeuw voornamelijk beoordeeld op het feit dat Centlivre een vrouw was, hetgeen het minder aanvaardbaar maakte wanneer ze bepaalde maatschappelijke groepen op de korrel nam. De critica Elizabeth Inchbald oordeelde in 1808, met plaatsvervangende schaamte, dat haar stukken zeer immoreel waren. In het laatste bedrijf van A Bold Stroke for a Wife, dat een satire op de preutsheid van de Quakers is, is bijvoorbeeld uitgebreid sprake van de borsten van het hoofdpersonage Miss Lovely: deze scène werd in latere edities weggeknipt, omdat het in de loop van de 18de eeuw niet meer acceptabel werd hierover te praten. De kritiek op haar werk vermeldt voorts dat ze niet goed was in spitsvondigheden, oftewel wat men in het Engels wit noemt; haar humor is op situaties en intriges gebaseerd, niet zozeer op woordspelingen of aforismen. Desondanks verdedigde Richard Steele het werk van Centlivre in The Spectator.
Naarmate de maatschappelijke verhoudingen in de 19de eeuw veranderden, geraakte het werk van Centlivre op de achtergrond. Bij wijze van hoge uitzondering werden haar stukken in de 20ste eeuw nog eens opgevoerd. Haar pleidooi voor keuzevrijheid en zelfstandigheid voor vrouwen werd wel als een vroege vorm van feminisme beschouwd. Richard Cumberland noemde haar reeds in 1817 een waardige opvolger voor Aphra Behn.

## Toneelstukken
- 1700: The Perjur’d Husband; or, The Adventures of Venice
- 1705: The Gamester
- 1705: The Basset Table
- 1706: Love at a Venture
- 1707: The Platonic Lady
- 1709: The Busie Body
- 1709: The Man’s Bewitched
- 1714: The Wonder! A Woman Keeps a Secret
- 1715: The Gotham Election
- 1717: The Cruel Gift: a tragedy
- 1718: A Bold Stroke for a Wife

- Bibsys: 1047843
- Biblioteca Nacional de España: XX6203930
- Bibliothèque nationale de France: cb12130911c (data)
- Catàleg d'autoritats de noms i títols de Catalunya: 981058616130806706
- CiNii: DA01975345
- Gemeinsame Normdatei: 11866896X
- International Standard Name Identifier: 0000 0000 7357 6079
- Library of Congress Control Number: n81114005
- Nationale Bibliotheek van Tsjechië: mzk2009532727
- Nationale bibliotheek van Australië: 35026827
- Nationale Bibliotheek van Israël: 987007280505105171
- Nederlandse Thesaurus van Auteursnamen: 071686215
- Istituto Centrale per il Catalogo Unico: UFIV053094
- SNAC: w6jm3b08
- Système universitaire de documentation: 02975318X
- Trove: 800389
- Virtual International Authority File: 41874559
- WorldCat: E39PBJh8JTGcpJhT9k3qYmM773